# Анага
Анага (на испански: Macizo de Anaga) е планински масив в североизточната част на канарския остров Тенерифе, на територията на три негови общини – Санта Крус де Тенерифе, Тегуесте и Сан Кристобал де ла Лагуна.
Планината Анага е сред най-древните райони на острова и нейната възраст е между 7 и 9 милиона години.
Планинският масив е със стръмни, на места отвесни склонове, покрити с гъста субтропическа растителност, от която висят мъхове и лиани. Той е изолиран и с труден достъп, и много често е обгърнат от мъгли. Заради усещането за мистичност е известен като „Замъка на вещиците“ или „Свърталището на вещиците“.
От 2015 г. планината е обявена за биосферен резерват.